# جون ماكفي
جون ماكفي (بالإنجليزية: John McPhee)‏ (21 نوفمبر 1937 في المملكة المتحدة - 2015 بوالسال في المملكة المتحدة) هو لاعب كرة قدم بريطاني في مركز الدفاع. لعب مع نادي بارنسلي ونادي بلاكبول ونادي ساوثبورت ونادي ماذرويل.

## وصلات خارجية
- جون ماكفي على موقع قاعدة بيانات كرة القدم.إي يو (الإنجليزية)